# Olivský mír

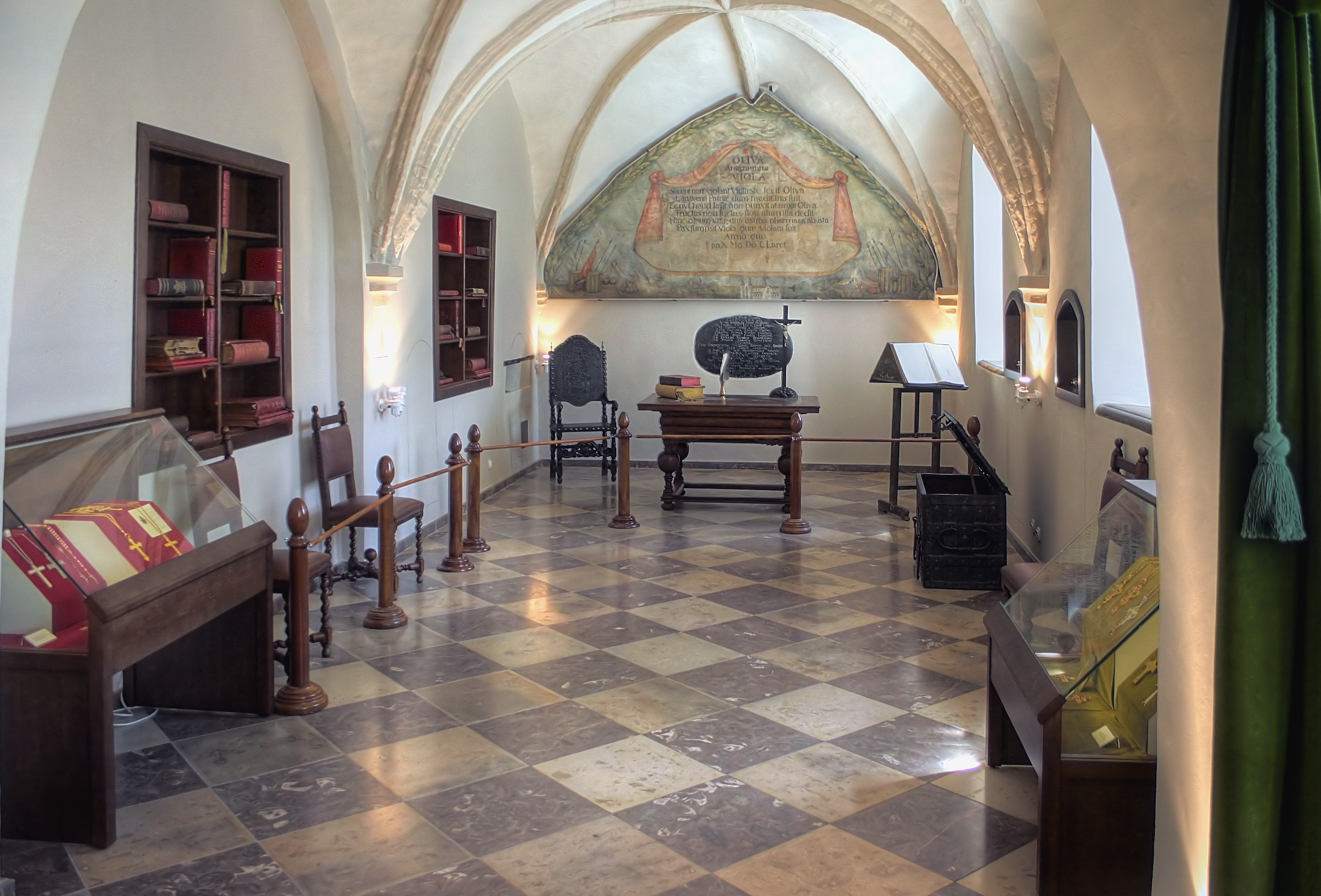
Místnost v klášteře v Olivě, kde byla podepsána smlouva

Olivský mír (nebo Mírová smlouva z Olivy) byla uzavřena mezi 23. dubnem a 3. květnem roku 1660 v Olivě v Královském Prusku. Je jednou z mírových smluv, které ukončily druhou (někdy označovanou jako první) severní válku, trvající od roku 1655.

## Znesvářené strany

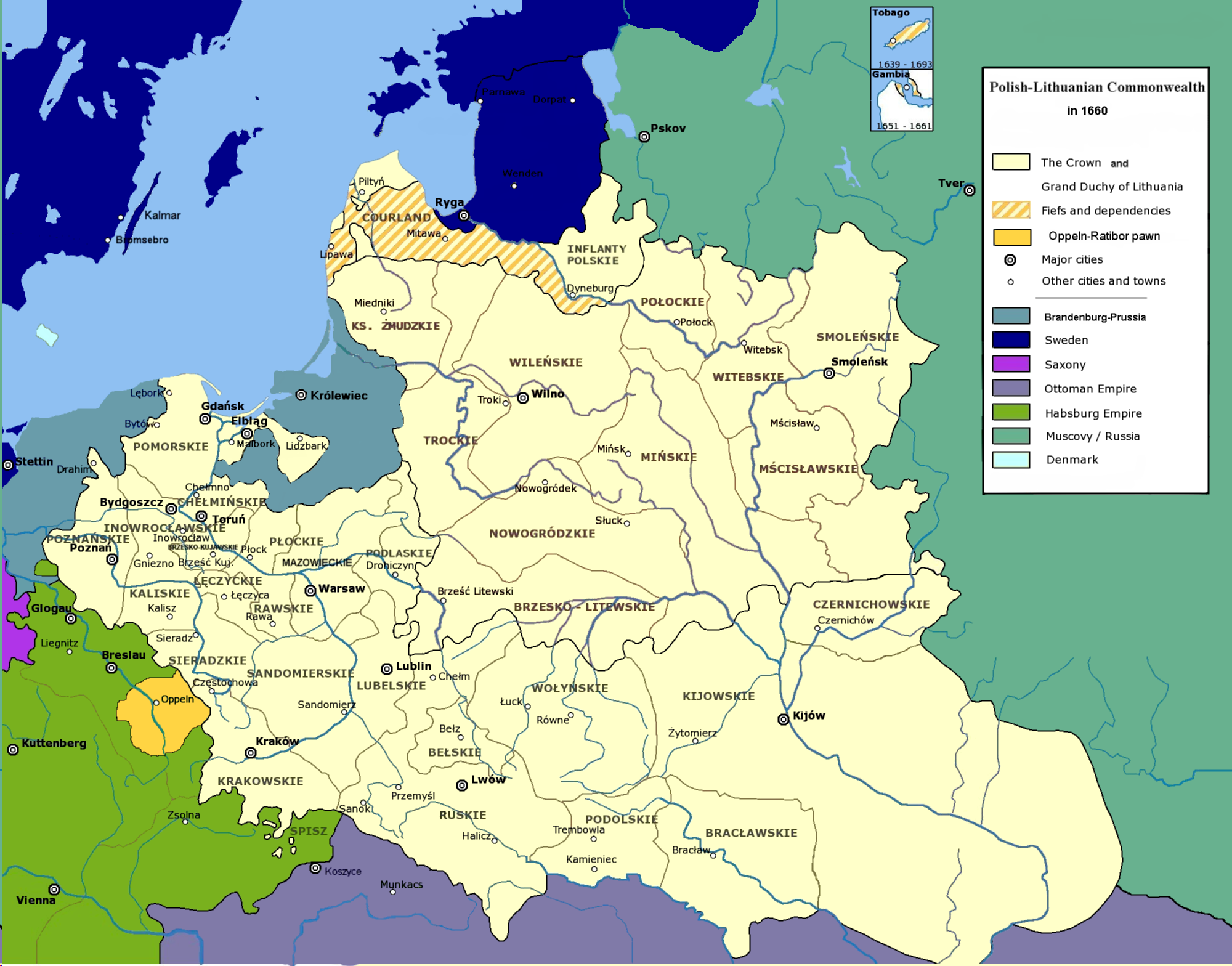
Právní hranice polsko-litevského společenství v roce 1660

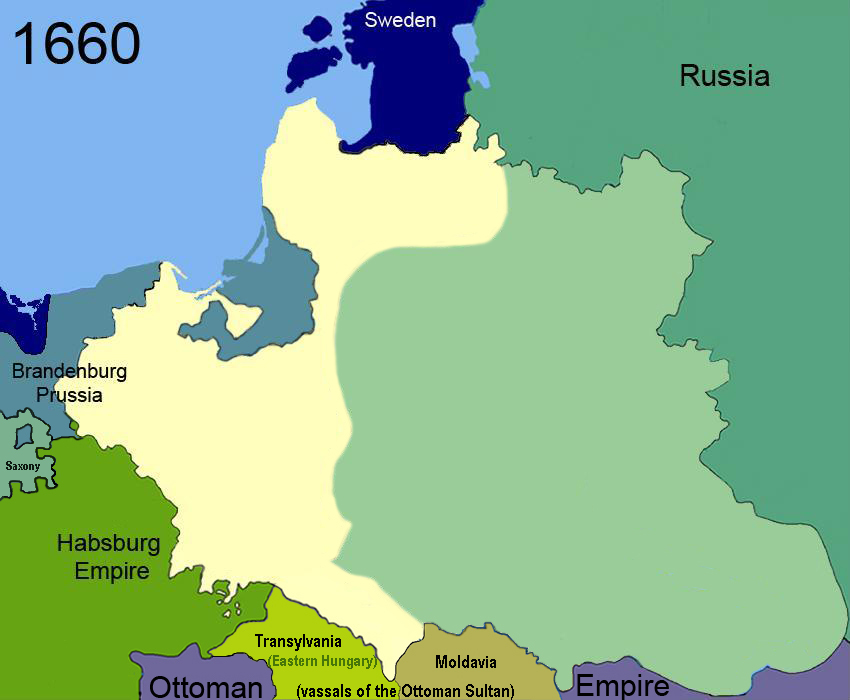
Polsko v době smlouvy z roku 1660 (významná území okupovaná Ruskem během rusko-polské války v letech 1654–1667)

Olivská smlouva, Kodaňská smlouva z téhož roku a smlouva z Cardisu z následujícího roku znamenaly velký úspěch pro švédské království. Mír byl uzavřen mezi Švédskem, polsko-litevskou unií, Habsburky a Braniborskem-Pruskem. Ve smlouvě bylo stanoveno, že Švédsko bude panovat ve Švédské Livonii (území, které bylo ovládáno švédským královstvím letech 1629 až 1721 a zahrnovalo část moderního Estonska a Litvy), Braniborsku byla přiznána suverénní vláda v knížecích Prusích a polský král Jan II. Kazimír Vasa stáhl své nároky na švédský trůn, ačkoli si zachoval titul dědičného švédského krále na celý život. Všechna okupovaná území byla obnovena v jejich předválečných hranicích. Kuronsko bylo navráceno dříve zajatému vévodovi Jakubovi. Katolíci v Livonsku a Prusku dostali náboženskou svobodu. Signatáři smlouvy byli habsburský císař Svaté říše římské Leopold I., Fridrich Vilém I. Braniborský a polský král Jan II. Kazimír Vasa. Magnus Gabriel de la Gardie, šéf švédské delegace, podepsal smlouvy jako regent jménem za svého nezletilého synovce švédského krále Karla XI.
Během druhé severní války byly Polsko-Litevsko a Švédsko zapojeny do bouřlivé války trvající od roku 1655. Obě strany chtěly mír, aby se spojily proti dalším svým nepřátelům, Rusku a Dánsku. Kromě toho politicky ambiciózní polská královna Marie Louise Gonzaga, která měla velký vliv na polského krále i polský parlament (Sejm), chtěla mír se Švédskem, protože chtěla, aby syn jejího blízkého příbuzného, francouzského Ludvíka II. prince de Condé byl zvolen jako nástupce polského trůnu. Toho bylo možné dosáhnout pouze se souhlasem Francie a jejího spojence Švédska. Na druhé straně dánští a nizozemští vyslanci, jakož i vyslanci Svaté říše římské a Braniborska dělali vše pro zmaření dohody. K jejich cíli přispívaly i zprávy zveřejňované z těchto jednání. Uplynulo několik měsíců, než mohla začít skutečná mírová jednání, 7. ledna 1660. Dokonce i tehdy bylo v dokumentech, které si obě strany vyměňovaly napsáno tolik nepřátelských slov, že hlavní vyjednavač, francouzský velvyslanec Antoine de Lombres zjistil, že musí vyškrtnout celé dlouhé odstavce, které by znesvářené strany mohly brát jako urážku.
Polští diplomaté v čele s hnězdenským arcibiskupem chtěli, aby válka pokračovala s cílem vyhnat vyčerpané švédské síly z Livonie. Dánští delegáti požadovali, aby Polsko s Dánskem uzavřelo smlouvu; Poláci se však nechtěli spojit s malým dánských zapojením proti Švédsku. Rakousko, které chtělo vytlačit Švédsko z Německa pokračujícím válčením, slíbilo Polsku posily, ale s rakouskými úmysly se zacházelo s podezřením a polský senát měl proti této nabídce námitky. Dokonce i Fridrich Vilém I. Braniborský nabídl Polsku pomoc při pokračování války, s nadějí na dobytí švédského Pomořanska.
Francie, kterou prakticky řídil kardinál Mazarin, chtěla, aby švédská přítomnost v Německu pokračovala jako protiváha Rakouska a Španělska, které byly tradičními nepřáteli Francie. Francie se také obávala, že pokračující válka zvýší vliv Rakouska v Německu a Polsku. Vpád Rakouska a Braniborska do švédského Pomořanska by bylo považováno za porušení Vestfálského míru, což by Francie byla povinna žalovat. Francie proto pohrozila, že Švédsku poskytne armádu 30 000 vojáků, pokud nebude do února 1660 uzavřena smlouva mezi Švédskem a Braniborskem.
Jednání začala v Toruni na podzim roku 1659; polská delegace se později přemístila do Gdaňsku, zatímco švédská delegace učinila svou základnou pobaltské město Sopoty. Když přišla zpráva o smrti švédského krále Karla X.Gustava, Polsko, Rakousko a Braniborsko začaly zvyšovat své požadavky. Ale nová francouzská hrozba pomoci Švédsku nakonec přinutila polskou stranu vzdát se. Smlouva byla sice uzavřena v klášteře v městě Oliva už 23. dubna 1660, ale podepsána byla až 3. května 1660.
Mír znamenal konec švédského snu o ovládnutí území kolem Baltského moře a tím i kontroly výnosného námořního obchodu (dominium mari Baltici).

## Podmínky smlouvy
Ve smlouvě se Jan II. Kazimír vzdal svých nároků na švédskou korunu, kterou jeho otec Zikmund III. Vasa ztratil v roce 1599. Polsko také formálně postoupilo Švédsku Livonii a město Riga, které Švédsko kontrolovalo od roku 1620. Smlouva vyřešila konflikty mezi Švédskem a Polskem:
- 1558–83 Livonská válka
- 1598 švédský Karel X. proti polskému Zikmundovi III. Vasovi
- 1600–11 Polsko-švédská válka 1600–1611
- 1617–18 Polsko-švédská válka (1617–18) – pokračování švédsko-polských válek. Polsko-Litevské společenství bojovalo v té době také proti Tatarům a na jižní frontě s Osmanskou říší. Rusko a Švédsko byly v této fázi spojenci. Příčinou války v letech 1617–1818 byl spor o Livonsko a Estonsko a spor mezi Zikmundem III. Vasou a Gustavem II. Adolfem o švédský trůn.
- 1621–25 Polsko-švédská válka (1621–25) – pokračování válek mezi Polsko-Litevským společenstvím a švédskou říší. Začalo to švédskou invazí do Livonia. Švédským silám se po obléhání podařilo obsadit Rigu.
- 1626–29 čtvrtá etapa polsko – švédských válek

Dynastie Hohenzollernů z Braniborského markrabství byla také potvrzena jako nezávislá a svrchovaná vláda nad Pruským vévodstvím; jež předtím drželi toto území jako polské léno. V případě vymření dynastie Hohenzollernů v Prusku se území mělo vrátit k polské koruně. Této dohody dosáhl brandenburský diplomat Christoph Caspar von Blumenthal na první diplomatické misi své kariéry.